# Андерсен, Ялмарт
Ялмарт Норрегард Андерсен (дат. Hjalmart Nørregaard Andersen; 11 октября 1889, Стуббекёбинг, Зеландия — 23 января 1974, Риссков, Орхус) — датский гимнаст, бронзовый призёр летних Олимпийских игр 1912 года в командном первенстве по произвольной системе.